# Parepalpus discors
Parepalpus discors är en tvåvingeart som först beskrevs av Wulp 1882.  Parepalpus discors ingår i släktet Parepalpus och familjen parasitflugor. Inga underarter finns listade i Catalogue of Life.